# عز الدين ملك الرابع
عز الدين ملك الرابع (ويُعرف كذلك باسم عز الدين محمد ملك أو الملك عز الدين محمد) بن شجاع الدين محمود بن عز الدين حسين الثالث. الحاكم الثالث من الأسرة الحسينية (أسرة عز الدين حسين أتابك).

## توليه الحكم
تم إغتيال الأتابك السابق شجاع الدين محمود بمؤامرة داخل البلاط سنة 1349م. كانت وفاة الأتابك شجاع الدين المبكرة سبباً في نشوء بعض الاضطرابات سواء داخل الحاشية أو بين العامة، حيث أن عز الدين محمد الذي يكون أرشد أبنائه كان لا يبلغ من العمر سوى 12 سنة فقط.

## بداية عهده
وقف الوزير محمود بن محمد الجافري (الذي كان وزير الحكومة الخورشيدية خلال عهد الأتابك شجاع الدين محمود) إلى جانب الأتابك عز الدين محمد منذ اليوم الأول لتوليه عرش اللُر، وقد حبب الوزير الأتابك عز الدين منذ طفولته بالعلم والمعرفة والسياسة، وقرب إليه أفضل العقلاء والعارفين وأفاد من نصيحتهم لحل الأمور الصعبة 
وبعد أن أستقر الأتابك بالحكم، وبمساعدة وزيره المخلص، باشر بتنظيم أمور حكومته، ومن ثم قام بأعمار المناطق والقرى المخربة جراء الحروب والأزمات السابقة التي عصفت بالبلاد بشكل متتالي 

## العلاقات مع الدول والسلالات المجاورة
بعد مرور عدة سنوات، وبعد أن شب الأتابك عز الدين محمد، أستلم الحكم بشكل مطلق عن وصاية الوزراء والحاشية وبالأستقلالية عن أي كيان خارجي، فأظهر الأتابك الشاب لياقة سياسية وقيادية قل نظيرها لمن هم في عمره، ومن مظاهر هذه السياسة الحاذقة هو إنشائه لأفضل العلاقات مع حكام الدول المجاورة الكبيرة، فعلى سبيل المثال وفي سنة 785هـ (1382م) قام الشاه شجاع المظفري (ثاني ملوك أسرة آل المظفر وحاكم فارس ويزد وكرمان) بالمرور من خلال أراضي نفوذ الأتابك الخورشيدي وأقام بالقرب من عاصمته خرم آباد بغية قصد مدينة شوشتر جنوباً، فلما سمع الأتابك عز الدين بالخبر أمر أبنه بحسن إستقبال الملك المظفري وإرسال من يخدمه على أحسن وجه، فتطورت العلاقات بين الأسرتين ليتم تتويجها بالمُصاهرة، فقد تزوج الشاه شجاع المظفري بأبنة الأتابك عز الدين محمد الرابع، وبهذا الزواج قويت الصلات بين الطرفين أكثر من ذي قبل.
قام الأتابك كذلك ببعث وزيره المخضرم (محمود بن محمد الجافري) إلى سلطان الدولة الجلائرية (السلطان أحمد خان الجلائري) في بغداد (أحد حكام السُلالة الجلائرية)، ونشأت على أثر ذلك علاقات جيدة تُوِجت بالزواج أيضاً، حيث تزوجت ابنة الأتابك الأخرى من السلطان أحمد الجلائري، وتم عقد معاهدة صُلح سياسية وتجارية كذلك، فنعمت بلاد اللور بفترة ازدهار ورفاهية.

## الأتابك وتيمورلنك
شاءت الأقدار أن لا تدوم فترة الرخاء والسلام التي جاهد الأتابك من أجل الوصول إليها بعد الحروب والأزمات المتتالية أيام اسلافه، حيث وصل خبر القائد الشهير تيمورلنك (مؤسس السلالة والأمبراطورية التيمورية) إلى أصقاع الأرض، فقد أخذ هذا القائد بإحتلال البلاد والأراضي واحدةً تلو الأخرى من دون رادع، فوصل إلى أطراف لورستان بحلول العام 788ھ (1385م) فأنتشر الخوف بين سكان البلاد اللرية وعمت الاضطرابات لاسيما الإقتصادية منها، فما لبث أن تحرك تيمورلنك بجيشه الجرار من منطقة (فيروزكوه) باتجاه لورستان، فتجهز الأتابك وسارع لتشكيل قواته، ومن ثم خرج على رأسها محاولاً صد جيش تيمور عن مبتغاه لكن كانت محاولاته عديمة النفع مع جيش تيمور الكبير والمدجج، فتراجع الأتابك عدة مرات إلى أن حوُصِر من قبل تيمورلنك داخل قلعة (داميان) والتي كانت تبعد من مدينة بروجرد الشهيرة نصف فرسخ، كان حصار جيش تيمور لقلعة الأتابك حصار طويل الأمد، إنتهى بأن تمكن تيمورلنك من أسر الأتابك عز الدين محمد ملك الرابع وحاشيته بمن فيهم أبنه (سيد أحمد).
أما خرم آباد، فبالتزامن مع هذه الأحداث قد حوصرت هذه المدينة ولم تلبث أن سقطت بقبضة تيمورلنك سريعاً، والذي أعمل السيف في رقاب الناس بشكل رهيب وقتل خلقاً كثيراً إلى درجة أنه قد قضى على جميع رؤساء اللور وقادتهم، فعم الدمار والخراب جميع أنحاء المملكة اللرية بشكل لم يسبق له مثيل منذ مئات السنين.

## الأتابك في الأسر

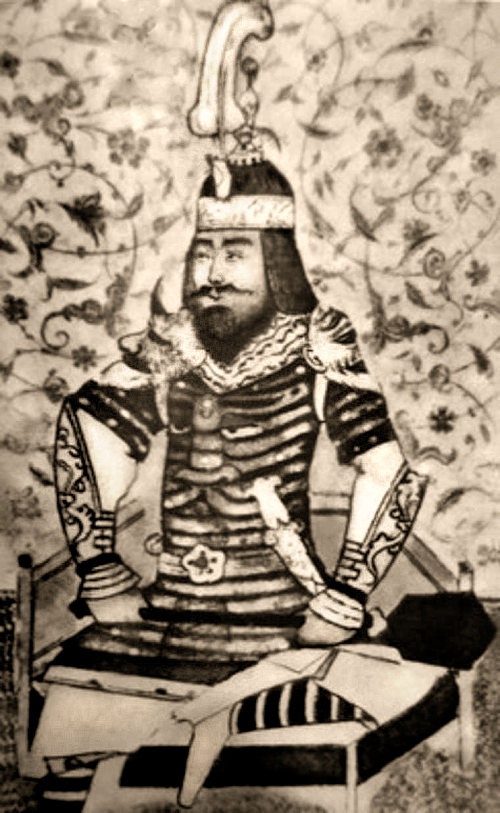
لوحة تمثل (تيمورلنك) وهو على سُدة عرشه.

بعد أن أسر تيمورلنك الأتابك وحاشيته، قام بحبس الأتابك وابنه سيد أحمد (سيدي أحمد) في قلعة (رميان) الواقعة قرب بروجرد بشكل مؤقت، وبعد أن تمكن من الأمور في بلاد اللور، فصل تيمورلنك الأتابك وابنه، حيث أخذ الأتابك عز الدين محمد فنفاه إلى عاصمة الدولة التيمورية (مدينة سمرقند) فحبسه هناك، أما ولي العهد سيد أحمد فقد تم اقتياده إلى قلعة (أندكان) الواقعة قرب مدينة همدان، فتم حبسه فيها.

## الاضطرابات في لورستان وعودة الأتابك لها
بعد كل هذه الأحداث، انتشرت الاضطرابات في أنحاء بلاد اللر بشكل واسع، إلى درجة فشل معها القادة التيموريين في لورستان في ضبط الأوضاع بعد مرور 3 سنوات من احتلال تيمورلنك ونفي الأتابك، فعمد تيمورلنك إلى الأتابك وابنه فحررهما من سجنهما واعادهما إلى خرم آباد، وسمح للأتابك عز الدين محمد بحكم البلاد مرة أخرى بشروط تضمن تبعية الأتابك للدولة التيمورية، وبضريبة سنوية فادحة، فوافق الأتابك على ذلك مرغماً.
عاد الأتابك إلى الحكم سنة 1391م تقريباً، إلا أنه قد واجهته عدة معضلات على رأسها الضريبة المفروضة عليه التي كانت تفوق قدرات بلاد اللور، حيث امتنع الأتابك عن سدادها لجسامة مبالغها مما أغضب تيمورلنك الذي أرسل عماله الغُلاظ لتوبيخ الأتابك وتهديده، وعندما وصل هؤلاء العمال إلى مقر الأتابك توجهوا له بالتحقير والكلام الجارح حتى تأثر أبن الأتابك (سيد أحمد) من سوء كلامهم وفظاظتهم، فحاول القضاء عليهم سراً، غير أنهم أحسوا بنيته تلك، فخططوا لقتله، لكنه أفلت منهم بأعجوبة ولاذ مع أنصاره بجبال (كوركوه) المنيعة، واتخذها قاعدة له لشن غاراته على ضباط وقوات تيمورلنك في لورستان.

## نهاية حكم الأتابك وإعدامه
في لورستان، عانى الضباط والمسؤولين التيموريون من غارات سيدي أحمد الخاطفة، وكذلك قيل أن الأتابك عز الدين محمد قد أبدى نشاطاً محسوساً على عهد قريبه الشاه زين العابدين المظفري (ملك الدولة المظفرية) بغية الاستقلال عن تيمورلنك، فتوجه المسؤولين التيموريين للأتابك بتهمة التمرد وشق عصا الطاعة ضد الإمبراطور تيمورلنك، فإعتقلوه على أساس هذه التهمة، وحكموا عليه بالإعدام، وبالفعل تم إعدام الأتابك بسلخ جلده سنة 1401م، وتم تعليق جثته في المحل المدعو بـ (بازار سلطانية)، والتي ظلت مدلاة هناك أسبوعاً كاملاً بأمر المسؤولين.
قيل أن تيمورلنك قد عاد إلى إيران بالتزامن مع إعدام الأتابك، وقد أعمل السيف في بلاد اللور بشكل افضع من المرة السابقة، وتدمرت مدن لورستان وسُفِكت دماء سكانها.
أما الأمير سيد أحمد، فبسبب موقعه البعيد عن المدن، فلم يسمع بهذه الأخبار أصلاً إلا بعد مرور مدة طويلة، فحزن حزناً شديداً لمقتل والده، فصعد من عملياته ضد التيموريين، وأصبح الحاكم على اللور ممن كانوا تحت قيادته بحكم أنه الأبن الأكبر لوالده عز الدين محمد، لكنه لم يتمكن من تأسيس حكومته في لورستان فعلاً إلا بحلول عام 1408م.